# Tierra del Fuego (provins i Argentina)
 For alternative betydninger, se Tierra del Fuego. (Se også artikler, som begynder med Tierra del Fuego)
Provinsen Tierra del Fuego, officiel Provinsen Tierra del Fuego, Antarktis og de sydatlantiske øer (spansk: Provincia de Tierra del Fuego, Antártida e Islas del Atlántico Sur), er en provins i den sydlige del af Argentina, der omfatter den argentinske del af Tierra del Fuego (dansk: Ildlandet) og Isla de los Estados. Provinsen omfatter endvidere de omstridte territorier i form af den sektor af Antarktis og nogle øer i Sydatlanten, dvs. Falklandsøerne (= Islas Malvinas)), South Georgia og South Sandwich Islands (= henholdsvis Islas Georgias del Sur og Islas Sandwich del Sur), som Argentina gør krav på. Provinsen har et areal på 987.168 km2
og et befolkningstal på ca. 185.732 (2022) indbyggere. Provinsens hovedstad er byen Ushuaia.